# Djurslandsposten
Djurslandsposten er en lokal ugeavis, der udgives af Midtjyske Medier. Avisen dækker det meste af Djursland, nærmere bestemt de dele af Norddjurs og Syddjurs kommuner, der ligger øst for Fjellerup, Ryomgård og Rønde. Redaktionen er placeret i Grenaa. Avisens oplag er 28.100.
Avisens redaktør er Søren Andersen.